# Pinai
Pinai (Namensvarianten: Pinai Fula Kunda und Pinai Mandinka) ist eine Ortschaft im westafrikanischen Staat Gambia.
Nach einer Berechnung für das Jahr 2013 leben dort etwa 535 Einwohner, das Ergebnis der letzten veröffentlichten Volkszählung von 1993 betrug 795.

## Geographie
Pinai in der Central River Region im Distrikt Niamina West liegt am linken Ufer des Gambia-Flusses. Der Ort ist rund 3,7 Kilometer westlich der South Bank Road, wo bei Choya eine Straße nach Pinai abzweigt, entfernt. Katamina liegt rund ein Kilometer westlich.